# 대만국제노공협회
대만국제노공협회(중국어 정체자: 台灣國際勞工協會, 영어: Taiwan International Workers Association; TIWA)는 대만의 노동운동 단체다. 1999년 설립되었다.